# 4,4'-联吡啶
4,4′-联吡啶，简称4,4′-bipy或4,4′-bpy，是一种联吡啶。它是生产百草枯的前体。该物种具有电活性，其毒性来自于这种能够中断生物电子转移的能力。它的结构使其可以桥联金属中性，形成配位聚合物。4,4′-联吡啶也可以介导两个顺磁金属中心之间的电子效应。